# 俄羅斯國家電影藝術與科學學院
俄羅斯國家電影藝術與科學學院（National Academy of Motion Pictures Arts and Sciences of Russia）是俄羅斯的電影學院機構。該學院每年頒發金鷹獎。金鷹獎有數個獎項頒給不同領域的作品。可分為最佳電影、最佳電視電影、最佳電視劇、最佳導演、最佳外語片等獎項。